# دهه ۸۴۰ (میلادی)
دهه ۸۴۰ (میلادی) دهه هشتاد و چهارم تقویم میلادی است.

## درگذشتگان
‎